# Бетайен, Жан-Фостен
Жан-Фостен Бетайен (фр. Jean Faustin Betayene;  23 сентября 1922, дер. Билигби-Тон, близ Комо, департамент Ньонг и Санага, Французский Камерун — 24 августа 1973, Пуатье, Франция) — камерунский государственный деятель, министр иностранных дел Камеруна (1961—1963).

## Биография
Окончил среднюю школу в Яунде. В 1939 г. он поступил на службу в высшее гражданское и финансовое управление Камеруна. Продолжил получения образования в парижской Национальной высшей школе искусств и ремёсел, где учился на юридическом и экономическом факультетах.
После своего возвращения на родину с 1946 по 1951 г. являлся начальником отдела в Управлении по политическим и административным вопросам Верховного комиссариата Франции в Камеруне, с 1952 по 1954 г. — руководителем представительства Камеруна в Национальном собрании Франции, а с 1953 по 1956 г. был заместителем представителя Верховного комиссара Камеруна в Париже. Особой зоной его ответственности были студенты из Камеруна. В 1957 г. был назначен представителем Камеруна во Франции.
В 1958 г. он стал техническим советником по международным отношениям в правительстве, сформированном в феврале 1958 г. Ахмаду Ахиджо. В 1959—1961 гг. — генеральный директор, в 1961—1963 гг. — министр иностранных дел Камеруна.
В феврале 1964 г. был назначен генеральным директором Национальной инвестиционной корпорации Камеруна. 